# Gauche coloniale en France
 (septembre 2024).
Dans l'histoire de la politique en France, la gauche coloniale est un ensemble de partis et de personnalités politiques radicales et socialistes qui promeuvent la colonisation de l'empire, en revendiquant des formes de progrès social.

## Positionnements
La gauche républicaine était particulièrement favorable au colonialisme, avec notamment Jules Ferry ou bien Lucien Deslinières.
C'est néanmoins aussi au sein de la gauche que l'anticolonialisme s'est épanoui. Par ailleurs, les soutiens du parti colonial sont historiquement plutôt à droite.
La conciliation entre respect des droits de l'homme et idéal colonialiste a causé des frictions au sein des gauches.
En Algérie et en Tunisie, la gauche était pour une partie non négligeable en soutien de la colonisation,.